# Nam Giang, Nam Đàn
Nam Giang là một xã thuộc huyện Nam Đàn, tỉnh Nghệ An, Việt Nam.
Xã Nam Giang có diện tích 11,97 km², dân số năm 1999 là 6050 người, mật độ dân số đạt 505 người/km².
Trên địa bàn xã có mộ bà Hoàng Thị Loan, mẹ của Chủ tịch Hồ Chí Minh.